# Patur
Patur é uma cidade  no distrito de Akola, no estado indiano de Maharashtra.

## Geografia
Patur está localizada a 20° 27′ N, 76° 56′ L. Tem uma altitude média de 341 metros (1118 pés).

## Demografia
Segundo o censo de 2001, Patur tinha uma população de 20,531 habitantes. Os indivíduos do sexo masculino constituem 52% da população e os do sexo feminino 48%. Patur tem uma taxa de literacia de 72%, superior à média nacional de 59.5%: a literacia no sexo masculino é de 77% e no sexo feminino é de 66%. Em Patur, 15% da população está abaixo dos 6 anos de idade.